# Cimetière des Chiens (Asnières-sur-Seine)
Le cimetière des Chiens est considéré comme le premier cimetière pour animaux de l'ère moderne créé au monde. Il se trouve à Asnières-sur-Seine, dans la banlieue nord-ouest de Paris.

## Histoire
À partir du XIXe siècle, les conditions de vie des animaux augmentent avec le changement de la fonction de l'animal, qui d'utilitaire devient progressivement domestique et un élément participatif à la qualité de vie des hommes.
Des lois furent votées et mises en place afin d'améliorer légalement la vie et le traitement des animaux de leur vivant mais aussi mort. En théorie, les dépouilles devaient être apportées dans les 24 heures chez l'équarrisseur, néanmoins dans la pratiques elles étaient jetées dans les ordures ménagères, dans des fosses ou dans la Seine. La loi du 21 juin 1898 précise que les animaux pourront être enterrés dans des conditions particulières afin de tenter d'endiguer l'abandon sauvage des cadavres :

« Art. 27 : La chair des animaux morts d'une maladie quelle qu'elle soit ne peut être vendue et livrée à la consommation. »

« Tout propriétaire d'un animal mort de maladie non contagieuse est tenu, soit de le faire transporter dans les vingt-quatre heures à un atelier d'équarrissage régulièrement autorisés, soit, dans le même délai, de le détruire par un procédé chimique ou par combustion, soit de le faire enfouir dans une fosse située autant que possible, à 100 mètres des habitations, et de telle sorte que le cadavre soit recouvert d'une couche de terre ayant au moins 1 mètre d'épaisseur. »

« Il est défendu de jeter des bêtes mortes dans les bois, dans les rivières, dans les mares ou à la voirie et de les enterrer dans les étables, dans les cours attenant à une habitation ou à proximité des puits, des fontaines et abreuvoirs publics. »

L'auteur Georges Harmois et la journaliste féministe Marguerite Durand, directrice du journal La Fronde, cherchent alors un endroit à Paris correspondant aux normes dictées par la nouvelle loi pour enterrer des animaux. Ils choisissent alors la ville d'Asnières-sur-Seine dans la banlieue nord-ouest de la capitale, qui était à l'époque une destination dominicale pour les Parisiens en quête de verdure. Ils fondent le 2 mai 1899 la Société française anonyme du cimetière pour chiens et autres animaux domestiques. Cette société acquiert des terrains sur une île de la Seine, l'île des Ravageurs, en les achetant au baron de Bosmolet le 15 juin 1899. Le cimetière accueille alors les dépouilles des animaux domestiques, chiens, chats ou oiseaux mais également autres animaux, dont des chevaux et un lion. Pour certains sont construits des caveaux ou monuments imposants. 
Au départ était prévue la construction d'un columbarium et d'un musée consacré aux animaux domestiques, mais seuls les jardins, le bâtiment d'entrée et la nécropole, divisée en quatre quartiers pour les chiens, les chats, les oiseaux et les autres animaux, seront réalisés. L'architecte parisien Eugène Petit, qui a réalisé plusieurs immeubles parisiens, conçoit le portail d'entrée dans le style Art nouveau, s'ouvrant sur l'ancien pont de Clichy.
En 1976, le bras de Seine est comblé, ce qui fait perdre au cimetière son caractère insulaire et se crée le parc de l'Île Robinson. En 1987, la société propriétaire décide de la fermeture du cimetière. Devant l'émoi suscité, la ville d'Asnières ainsi que les concessionnaires et les amoureux du vieux cimetière annoncent un plan pour le racheter et pour le maintenir en activité. Le 27 juin 1987, le site est inscrit du fait de son « intérêt à la fois pittoresque, artistique, historique et légendaire » (site inscrit en tant que parc et jardin mais pas classé comme monument historique, à l'instar du château d'Asnières). La ville d'Asnières-sur-Seine en devient propriétaire en 1989 et le gère depuis 1997.
En 2001, l'entrée du cimetière a été rénovée et un nouvel aménagement paysager a été réalisé.
Pour les sépultures, il faut compter entre 148 et 297 € selon la taille de l'animal, à quoi il faut ajouter le coût annuel de concession, les frais d'inhumation et la maçonnerie du monument funéraire.
Le 21 septembre 2019, les 120 ans du cimetière sont célébrés avec l’inauguration par le maire Manuel Aeschlimann et le président de l'Association du Patrimoine M. Rapeaud de la sculpture Alter Ego, réalisée par l'artiste Kasper, qui représente plusieurs animaux.

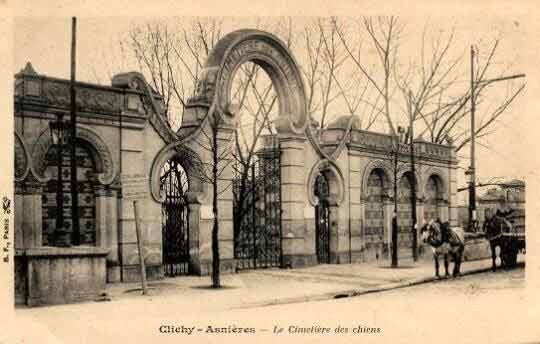
Le portail du cimetière sur l'ancien pont de Clichy.
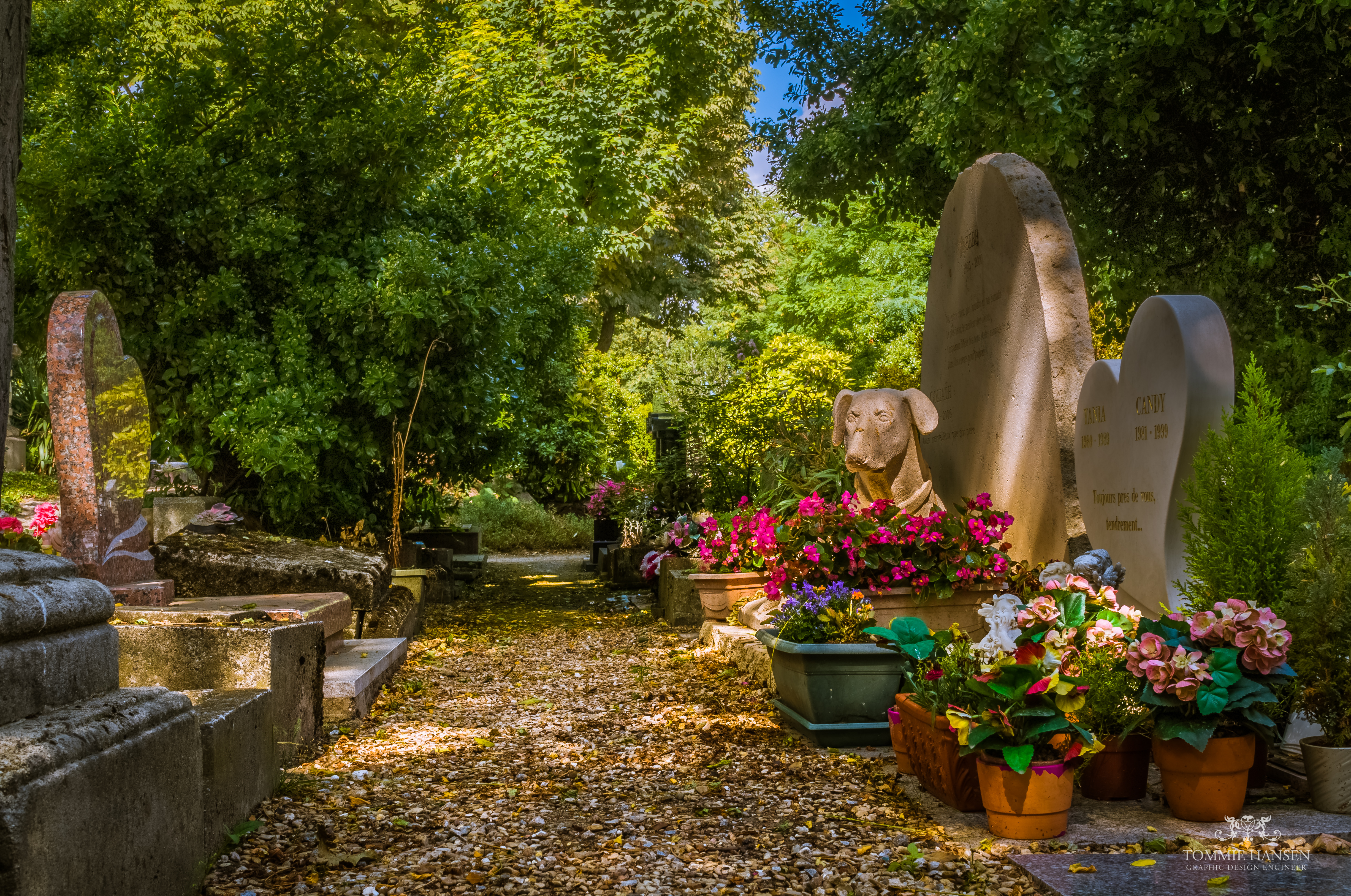
Allée du cimetière.
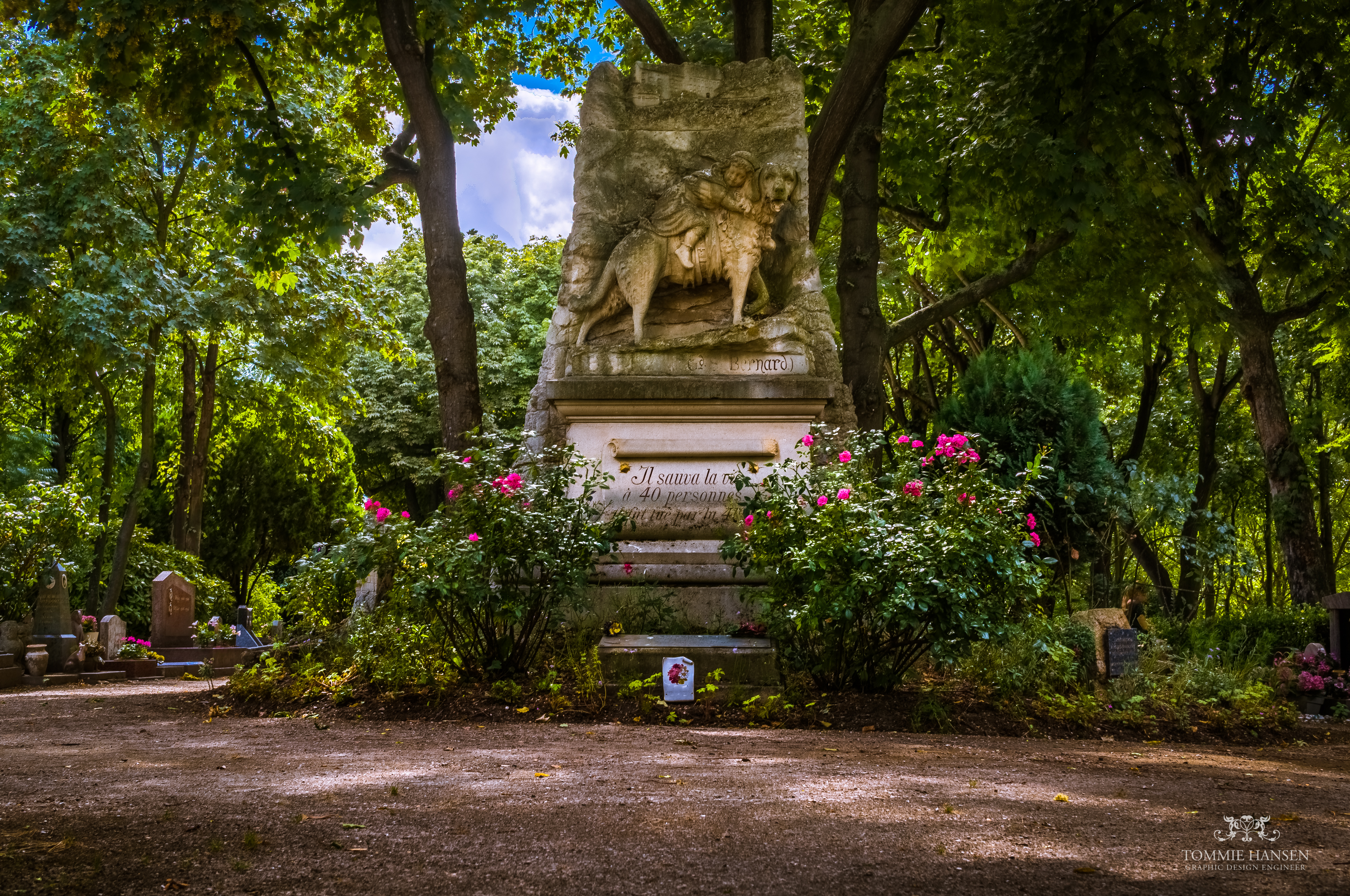
Monument funéraire de Barry le sauveteur (épagneul des Alpes).
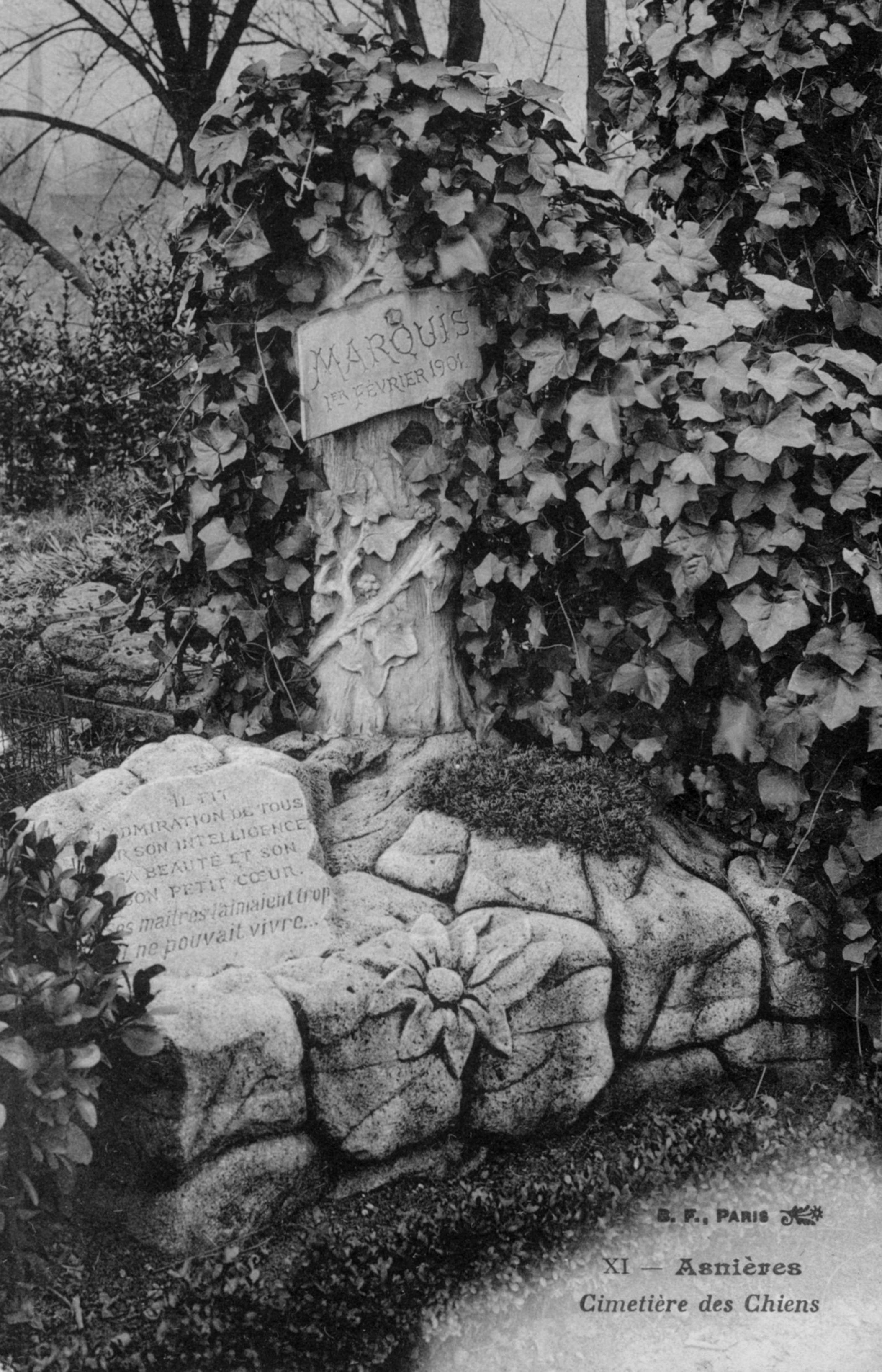
Tombe sur une carte postale ancienne.

## Le cimetière aujourd'hui
La mairie d'Asnières-sur-Seine est aujourd'hui propriétaire et gestionnaire du cimetière, qui compte environ 849 concessionnaires venant de la France entière mais aussi de l'étranger, afin de rendre un dernier hommage à leurs compagnons.
Après 110 ans d'existence, le cimetière des Chiens a subi les outrages du temps, mais la mairie a entrepris en 2001 des travaux de restauration du portail d'entrée et a revu son aménagement paysager afin de lui redonner sa dimension d'antan.
La façade pensée par Eugène Petit a retrouvé son aspect original et le portail laisse entrevoir l'ancienne entrée principale ainsi que l'imposant monument en souvenir du saint-bernard Barry. La partie arborée permet aux concessionnaires et aux visiteurs de retrouver le charme intemporel du cimetière animalier de Marguerite Durand et Georges Harmois.

## Le cimetière dans les arts
- En 1909, Léon Bloy en fait une description dans son essai intitulé Les deux Cimetières[8] publié en 1909 dans Le Sang du pauvre.

## Quelques animaux notables
- Barry. Un monument à la gloire de cet épagneul des Alpes, prédécesseur du saint-bernard est érigé par la direction du cimetière. Ce chien né en 1800 et mort à Berne en 1814 appartenait aux chanoines de l'hospice du Grand-Saint-Bernard et aurait sauvé la vie à 40 personnes ;
- Clément (2000-2011), chien de Michel Houellebecq[9] ;
- Rintintin (1918-1932), chien de cinéma dont un des descendants, Rintintin IV, fut le célèbre acteur du feuilleton télévisé ;
- Monument à la mémoire des chiens policiers. Il fut construit en 1912, les commissariats de banlieue venant d'être dotés quelques années plus tôt de chiens. Il abrite ainsi plusieurs chiens policiers dont « Dora » (1907-1920) du commissariat d'Asnières, « Top », plusieurs fois médaillé, « Papillon » huit ans de service dans le 16e arrondissement de Paris ou encore « Léo » tué en service ;
- Kroumir, le chat d'Henri Rochefort, dont on raconte qu'il serait mort de tristesse quatre jours à la suite du décès de son maître ;
- les animaux de compagnie de Camille Saint-Saëns, d'Alexandre Dumas, de Courteline et de Sacha Guitry ;
- Gribouille, le cheval de Marguerite Durand ;
- Masseraux (1989) et Tsoytong, chevaux de course ;
- Mémère ou Dick, des chiens des tranchées pendant la Première Guerre mondiale, qui a été pendant 15 ans la mascotte des chasseurs à pieds ;
- Moustache (1799-1811), un chien soldat, français, des guerres révolutionnaires et de l'Empire[10] ;
- Le 40 000e animal à y être enterré est un chien errant venu mourir en 1958 à la porte du cimetière. La direction du cimetière lui a érigé un monument.

On compte également des chats, veaux, vaches, cochons, chevaux, moutons, poules ou encore des singes.

## Sources
- Laurent Lasne, L'île aux Chiens. Le cimetière des Chiens, Asnières 1899. Naissance et histoire, éditions Alexis Val Arno, 2000.
- Le cimetière des Chiens sur le site de la mairie d'Asnières
- Le cimetière des Chiens d'Asnières
- Le cimetière des Chiens sur le site tombes et sépultures
- Cimetière animalier d'Asnières-sur-Seine. Cimetière des chiens. Dossier documentaire, bibliothèque Marguerite-Durand